# Green Hill (Tennessee)
Green Hill es un lugar designado por el censo ubicado en el condado de Wilson en el estado estadounidense de Tennessee. En el Censo de 2010 tenía una población de 6.618 habitantes y una densidad poblacional de 644,77 personas por km².

## Geografía
Green Hill se encuentra ubicado en las coordenadas 36°14′6″N 86°34′21″O / 36.23500, -86.57250. Según la Oficina del Censo de los Estados Unidos, Green Hill tiene una superficie total de 10.26 km², de la cual 8.97 km² corresponden a tierra firme y (12.57%) 1.29 km² es agua.

## Demografía
Según el censo de 2010, había 6.618 personas residiendo en Green Hill. La densidad de población era de 644,77 hab./km². De los 6.618 habitantes, Green Hill estaba compuesto por el 94.03% blancos, el 2.9% eran afroamericanos, el 0.27% eran amerindios, el 0.66% eran asiáticos, el 0% eran isleños del Pacífico, el 0.38% eran de otras razas y el 1.75% pertenecían a dos o más razas. Del total de la población el 2.09% eran hispanos o latinos de cualquier raza.